# NGC 2732
NGC 2732 is een lensvormig sterrenstelsel in het sterrenbeeld Giraffe. Het hemelobject werd op 2 september 1828 ontdekt door de Britse astronoom John Herschel.

## Synoniemen
- UGC 4818
- MCG 13-7-16
- ZWG 350.13
- PGC 25999